# Nóvie Peski
Nóvie Peski (en rus: Новые Пески) és un poble de l'óblast de Saràtov, a Rússia, segons el cens del 2010 tenia 56 habitants. Pertany al districte municipal de Líssie Gori.